# Comuna Mozirje
Mozirje (Občina Mozirje) este o comună din Slovenia, cu o populație de 6.231 de locuitori (2002).

## Localități
Brezje, Dobrovlje pri Mozirju, Lepa Njiva, Ljubija, Loke pri Mozirju, Mozirje, Radegunda,  Šmihel nad Mozirjem